# Полтавське земство

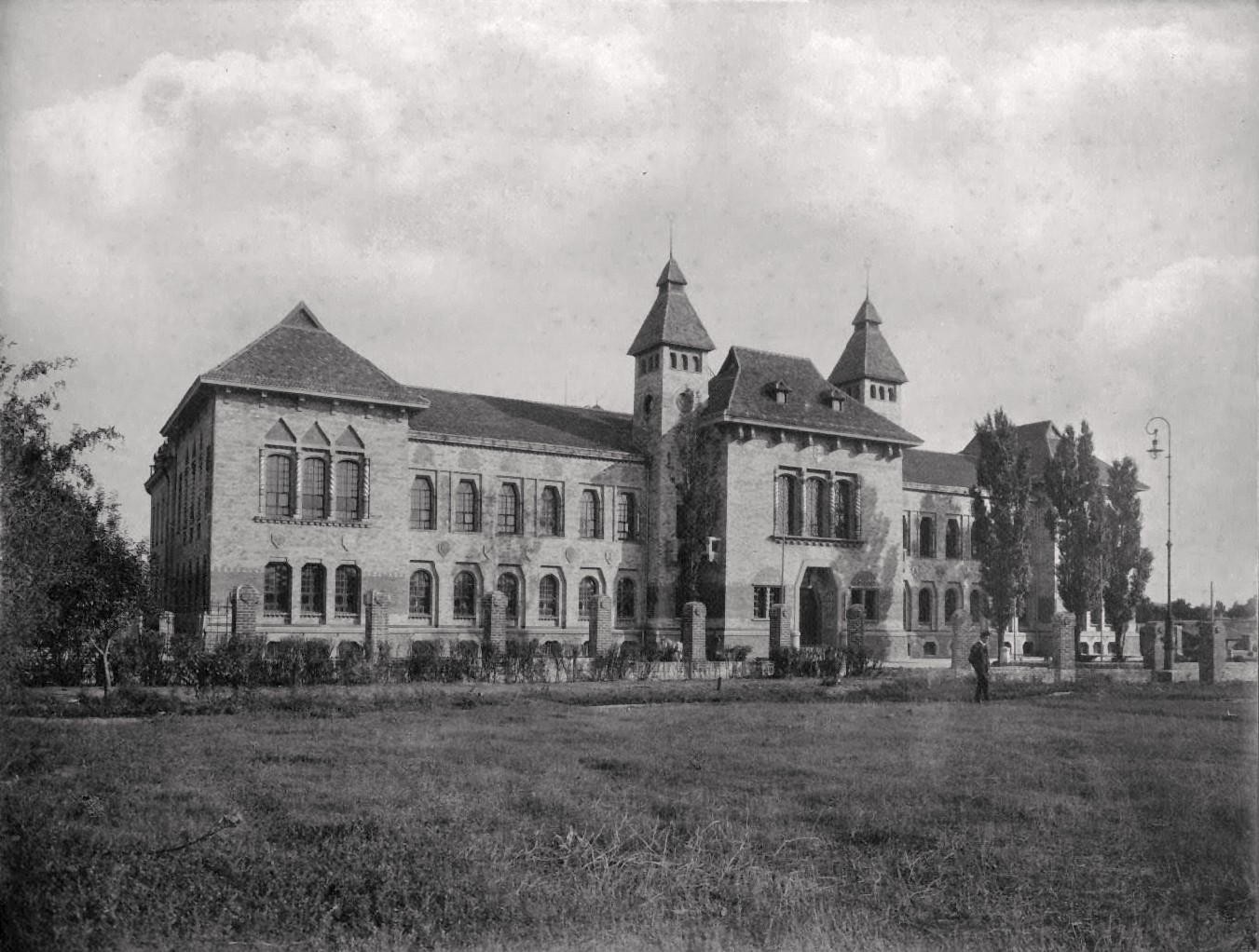
Будинок Полтавського губернського земства, передній фасад, початок XX століття

У 60-х роках XIX століття в Російській імперії почалися реформи, складовою частиною яких була реорганізація системи місцевого управління на засадах земського самоврядування. Згідно з Положенням про губернські та повітові земські установи від 1 січня 1864 року і Правилами застосування цього закону, що були опубліковані влітку 1865 року в 34 земських губерніях і, зокрема, в Полтавській губернії, почали діяти виборні земські зібрання та їх виконавчі органи — управи.
У законодавчій практиці урядове фінансування земських витрат не передбачалося. Земські прибутки мали складатися з нових грошових податків на землю та майно, різних штрафів, зборів, мита. Основним джерелом земських надходжень стали податки з нерухомості, а в кінці XIX століття додалися податки з прибутків промислових підприємств.

## Напрями діяльності
Земству доручалося організувати місцеве господарство, на них покладалося виконання багатьох завдань. Вони зобов'язувалися брати участь уфінансуванні урядових установ, утриманні в'язниць і належного стану доріг, а також сприяти економічному розвитку повітів і губерній, охороні здоров'я населення  та поширенню  письменності серед народу.

## Освіта
За більш ніж пів столітній період існування (1865—1919) земства заснували широку мережу народних шкіл, забезпечили навчальні заклади підручниками, наочними посібниками, приладдям, започаткували бібліотечну  і музейну справи, знайшли ефективні шляхи підготовки народних учителів. Значення діяльності земського самоврядування на Полтавщині полягало не лише  в поширенні грамотності та зростанні кількості шкіл, більш вагомим підсумком його роботи стало підвищення культурних потреб населення, що сприяло демократизації та націоналізації освіти і було найяскравішим виявом духовного прогресу в кінці XIX — на початку XX століття.

### Заснування шкіл
У 1866—1867 роках в Полтавській губернії працювало всього 558 громадських, церковних та міністерських шкіл. У середньому одна школа припадала на 3,5 тис. населення. Народні школи перебували в глибокому занепаді: не вистачало приміщень, учителів та підручників. Основна причина незадовільного стану справ полягала у відсутності фінансової підтримки народної освіти з боку держави. Тому повітові земства були вимушені відкривати власні школи та дбати про їх добробут і матеріальне забезпечення. Початкові народні училища, які утримувалися за земські кошти, називалися земськими школами. Їх основою стали школи грамоти, що створювалися на місцях з ініціативи селян. Принцип спільного фінансування цих шкіл земствами і сільськими громадами зберігався до кінця XIX століття.
За 10 років земське фінансування народної освіти зросло на 240 %, кількість шкіл збільшилася на 25 %, а учнів у них — на 197 %, відповідно мережа церковнопарафіяльних шкіл скоротилася з 347 до 52 навчальних закладів. На початку 80-х роках XIX століття витрати земства складали 58,6 %, а сільських громад — 18,1 %.
Земства будували нові школи, ремонтували і розширювали старі приміщення. Земські школи повністю підпорядковувалися вимогам доцільності, яка полягала у функціональному групуванні приміщень. Навчальна зона включала вхідний тамбур, роздягальню, рекреацію і класи, житлова — квартиру вчителя з кухнею та передпокоєм, приміщення для сторожа. Стіни між класними кімнатами розсувалися й їх можна було об'єднувати в одну велику залу, де проводилися різні збори і шкільні свята.
Основою конструкції будинку був дерев'яний зруб, обкладений зовні цеглою, завдяки чому будинки були досить міцними та економічно вигідними. У зовнішній композиції між навчальним блоком та іншими приміщеннями здіймалася вежа, вкрита наметовим дахом зі шпилем, що підкреслювало головний вхід. Башти були своєрідними знаковими елементами, які виділяли громадський будинок у загальній панорамі забудови села. Частина шкіл, споруджена за проектами земських техніків, відзначалася надзвичайною стриманістю архітектури. Шкільні будівлі за проєктами О. Г. Сластіона в українському архітектурному стилі з'явилися у селах Бербениці, Білоусівка, Герасимівка, Ждани, Западинці, Ковалі, Лучки, Млини, Чорнухи та інших.
З 1894 року Полтавське губернське земство розпочало фінансування програми обов'язкового початкового навчання дітей 8–11 років. У 1895 році на чергових зборах була створена спеціальна комісія, якій доручалося зібрати точні дані про задоволення потреб населення у школах. Земські гласні схвалили рішення щорічно друкувати детальний звіт про стан народної освіти в губернії. Підсумком плідної роботи комісії стало видання у 1897 році «Нарису про розвиток початкової освіти в Полтавській губернії», який було покладено в основу розробки програми загальної освіти на Полтавщині. На 1 січня 1901 року число земських шкіл у Полтавській губернії зросло до 847, а кількість учнів — до 78475 чоловік, одна школа припадала на 2975 мешканців (18 місце серед 34-х земських губерній) і приблизно на 50 км² її території (відповідно 2 місце).
У 1901—1911 роках повітовими земствами Полтавської губернії на народну освіту було асигновано 18,4 млн крб. На початку XX століття за величиною земських освітніх надходжень Полтавська губернія посіла 6 місце серед 34-х земських губерній. Після революції 1905—1907 років органи земського самоврядування схвалили нові нормативні плани шкільного будівництва. В основу проектів мережі початкових народних училищ було покладено наступні принципи: частка учнів від загальної кількості населення має становити 9 %, радіус обслуговування однієї школи — не більше 3-х км, звичайний шкільний комплект повинний складатися з 50 учнів, усі хлопці та дівчата 8-11 років мають бути забезпечені шкільними місцями. У розрахунки включалися всі типи початкових народних училищ: міністерські, земські, церковнопарафіяльні.
Згідно з даними земської статистики на 1 січня 1913 року у Полтавській губернії діяло 2304 початкові училища, з них — 1286 земських шкіл, а навчалося в них 159786 учнів, початковою школою було охоплено 59 % дітей 8-11 років. Найкраще були забезпечені школами Хорольський, Полтавський та Зіньківський повіти, гірше — Золотоніський і Переяславський. Високий відсоток школярів показали Полтавський і Прилуцький повіти, низький — Костянтиноградський і Кобеляцький повіти. За матеріалами земського перепису 1910 р., письменність населення Полтавської губернії становила 25,8 %. У 1917/18 навчальному році в Полтавській губернії налічувалося 1810 світських шкіл (3643 шкільні комплекти), 895 церковнопарафіяльних і 66 шкіл грамоти. З кожних 100 дітей шкільного віку навчалося в середньому 63 особи.
Постачання в школи підручників, унаочнення, канцелярських товарів, меблів здійснювалося завдяки діяльності земських книжкових складів, де зберігалися запаси шкільного обладнання та навчального приладдя, які потім безплатно розподілялися по школам або продавалася за дешевими цінами, а також у кредит. На початку XX століття Полтавська губернія посідала друге місце в Росії за кількістю (13) земських книжкових складів. Повітові управи виявляли турботу про організацію шкільних бібліотек і музеїв наочних посібників, земських книжкових магазинів та сховищ. Їх працівники збирали відомості про потребу в підручниках та посібниках, групували їх за змістом, складали загальні списки і таблиці, закупляли потрібну літературу і розсилали у школи. Вони знайомилися з каталогами новітніх видань, передплачували газети та журнали. За даними анкети загальноземського з'їзду у справах народної освіти найкраще навчальними посібниками були забезпечені земські початкові училища Полтавської губернії: 1137 книгозбірень в 1170 школах. На 1 січня 1917 року загальний бібліотечний фонд становив 763194 книги.

### Система підготовки вчительських кадрів
У пореформений період заходи міністерства народної освіти щодо фахової підготовки вчителів не могли повністю розв'язати проблему учительських кадрів. У земських школах поряд з випускниками учительських семінарій та педагогічних класів середніх навчальних закладів учителями працювали випускники початкових училищ без спеціальної педагогічної підготовки.
Земства почали організовувати під час літніх канікул короткотермінові навчальні з'їзди (курси) для ознайомлення вчителів з основами педагогічної майстерності. Згідно з Правилами Міністерства народної освіти від 5 серпня 1875 року тимчасові курси вчителів початкових народних училищ влаштовувалися з дозволу попечителя шкільного округа. Нагляд за їх роботою здійснювали інспектори народних училищ. Земствам надавалося право запрошувати викладачів, набирати слухачів, нести  витрати, пов'язані з організацією учительських курсів. Програмою передбачалося проведення теоретичних занять з питань методики початкового навчання, огляд кращих підручників і навчальних посібників, ознайомлення з нормами оформлення шкільної документації тощо.
У 1874—1882 роках в різних повітових містах Полтавської губернії під керівництвом досвідчених педагогів земства провели 21 районний учительський з'їзд. У них взяло участь понад 750 непідготовлених учителів і кандидатів на вчительські посади. Спочатку організацією цих з'їздів займалася кожна повітова управа окремо, а потім вони проводилися для кількох суміжних повітів. У 1880-ті роки губернські земські збори призупинили фінансування вчительських з'їздів-курсів, незважаючи на те, що освітній рівень учителів початкових шкіл залишався низьким. У Полтавській губернії із 434 вчителів учительські семінарії закінчило 1З чоловік, гімназії — 14, духовні семінарії — 87, початкові навчальні заклади — 297 та ще 23 чоловіка склали екзамен на звання вчителя. Серед 142 учительок закінчили гімназії, прогімназії та єпархіальні училища 109 жінок.
Розширення програми земських початкових училищ, підвищення освітнього рівня і педагогічної підготовки вчителів висунули нові вимоги до організації курсів. В основу роботи щорічних (1897—1901 рр.) губернських і повітових учительських курсів було покладено концепцію початкової освіти К. Д. Ушинського. На запрошення земств учительські курси очолювали вдатні освітянські діячі М. Бунаков, В. Вахтеров, Д. Тихомиров, В. Науменко, Т. Лубенець та інші. Під їх керівництвом слухачі курсів вивчали основні положення методики початкового навчання, проходили практику в спеціально організованих школах, писали курсові роботи, знайомилися з новітньою педагогічною літературою, обговорювали важливі питання навчально-виховного процесу. Губернська управа доповідала земським зборам, що вчителі зацікавлені в навчанні на курсах і готові підвищувати свою кваліфікацію під час канікул.
Новим напрямком земської практики щодо підготовки вчителів початкових народних училищ стало проведення загальноосвітніх курсів. Їх мета полягала в ознайомленні вчителів з новітніми досягненнями в різних галузях науки, адже за даними земської статистики, на початку XX ст. приблизно половина вчителів мала нижчу освіту, тобто таку, яка була обов'язковою для їх учнів. Протягом 1910—1914 рр. на загальноосвітні курси в Полтаву  приїжджало щорічно 200 учителів з усіх 15 повітів губернії. Для роботи на цих курсах губернське земство запрошувало викладачів із Києва, Харкова, Санкт-Петербурга, Москви, Казані. Читалися лекції з педагогіки, психології, російської літератури, історії, біології, географії та з інших дисциплін. Було організовано виставки колекцій Петербурзького й Уральського музеїв шкільного унаочнення. Учителі побували на екскурсіях у Києві та в Криму, у Диканці та в музеї Полтавської битви. Земства відновили практику проведення повітових учительських курсів. Повітові управи в 1913 р. організували курси  в Золотоноші й Гадячі, у 1914 році — Кременчуці й Ромнах, у 1915 році — Переяславі й Костянтинограді, у 1916 році — Пирятині й Кобеляках. Влітку 1917 року земства започаткували роботу курсів з українознавства.

### Українізація шкіл
Розвиток освіти в Україні гальмувався русифікаторською політикою царату. Перший загальноросійський перепис населення 1897 р. зафіксував, що українську мову (малоросійську  за термінологією того часу) вважали рідною 93 % мешканців Полтавської губернії. Проте жодної україномовної школи в Україні не існувало Осередком, в якому гуртувалися і міцніли українські сили, виступали земства. Земські збори різних рівнів неодноразово зверталися до вищих державних органів із проханням дозволити викладати українською мовою в початкових народних училищах, друкувати українські підручники, скасувати обмеження щодо українського слова. З ініціативи гласних Полтавські губернські земські збори клопоталися про повернення української літератури в шкільні книгозбірні, клопотали про надання земствам права вводити до шкільного курсу українську мову.

### Педагогічне бюро Полтавського губернського земства
Педагогічне бюро Полтавського губернського земства Було організоване у 1913 році відповідно до рішення земського зібрання як спеціальний структурний підрозділ земської управи (виконавчого органу місцевого самоврядування) з метою координації діяльності народних училищ. В обов'язки його членів входило поширення земського досвіду у сфері шкільництва, підвищення кваліфікації земських учителів, розробка орієнтовних програм шкільних дисциплін, участь в обговоренні методів навчання, рекомендація підручників і посібників до друку, надання різних консультацій тощо.
Після перемоги Лютневої революції 1917 року важливим напрямом роботи педагогічного бюро стала українізація шкіл. 5—6 травня 1917 року на нараді завідувачів повітових відділів народної освіти вирішено, що з 1917/18 навчального року, по-перше, запроваджується в нижчих початкових народних училищах обов'язкове навчання українською мовою, а російська мова викладатиметься як окремий предмет, починаючи з другого класу; по-друге, у вищих початкових училищах вивчатиметься історія, географія та література України, по-третє, розпочинається робота районних педагогічних курсів з українознавства.
На губернському вчительському з'їзді, що проходив з 25 по 28 травня 1917 року у Полтаві, заслухано доповідь П. Голобородька «Про українізацію шкіл». У постанові з'їзду зазначалося, що мовою викладання в навчальних закладах має стати українська, водночас земські управи зобов'язувалися друкувати українські підручники. Надзвичайне Полтавське губернське зібрання 21 червня 1917 р. ухвалило рішення про асигнування 30 тис. крб. на видання українських підручників, 45 тис. крб. — на організацію учительських курсів, 15 тис. крб. — на оплату лекторів. Завдяки цьому влітку 1917 року в усіх 15 повітах проводилися педагогічні курси, на яких учителі готувалися до викладання українською мовою.
Восени 1917 року педагогічне бюро Полтавського губернського земства очолив Михайло Рудинський, який повністю віддався роботі з національного відродження української школи. Під його керівництвом педагогічне бюро випустило в світ української шкільної літератури загальним накладом понад 1 млн примірників. Було видано «Арифметичний задачник для сільських початкових шкіл» Т. Тимошенка, «Історію України» Гната Хоткевича, працю Михайла Грушевського «Про старі часи на Україні», «Методику початкової географії» Софії Русової та інші. Ця книжкова продукція відзначалася високою поліграфічною культурою. Букварі, граматки, читанки ілюстрували полтавські графіки Григорій Цисс, брати Бутники, Євген Балута. Друкувалися книжки з краєзнавства: «Вивчай природу», «З минулого рідного краю». Початковим підручником, що мав підготувати учнів до загального курсу фізичної географії стала «Географія Полтавщини».
У грудні 1917 року було проведено спеціальне анкетування, яким охоплено 38 земських початкових, 3 вищих, 2 двокласних і 17 церковних шкіл Гадяцького повіту. На запитання «Чи проводиться навчання українською мовою в перших класах початкових шкіл?», одержано лише одну негативну відповідь із Капустинської церковнопарафіяльної школи, у вищих училищах українською мовою викладалися граматика та історія. Серед українських підручників, які були в шкільних бібліотеках і використовувалися на уроках, називалися «Буквар» Софії Русової, «Арифметичний задачник» Степовика, українські читанки Бориса Грінченка, Тимофія Лубенця, Я. Чепіги. Взагалі учителі відзначали, що недостатня кількість українських підручників найбільше перешкоджає справі українізації.
Беручи до уваги нестачу підручників для українських шкіл, а також враховуючи труднощі з друкуванням, М. Рудинський став на шлях складання розбірних хрестоматій. Однією з них була серія художніх творів для читання «Віночок». До першого випуску ввійшли твори українських письменників Бориса Грінченка, Г. Хоткевича, О. Єфіменко, М. Коцюбинського, В. Винниченка, байки, думи тощо, до другого — твори Івана Франка, Лесі Українки, Дмитра Марковича та інших. Читанка «Ясні зорі» була надрукована в 4-х випусках. Кожна частина присвячувалася певній порі року і мала відповідні зміст та ілюстрації. Збірник віршів з нотами також складався з 4-х частин: «Сніжинки» — різдвяні колядки і щедрівки, «Проліски» — весняні пісні, «Клечане» — купальські танки та «Жовте листя» — оповідання про осінь.